# 최창환 (카누 선수)
최창환(崔昌煥, 1968년 6월 27일~)는 대한민국의 카누 선수로, 1988년 하계 올림픽에 참가했다.